# Chrisney (Indiana)
Chrisney est une commune du comté de Spencer, situé dans l'Indiana, aux États-Unis. Sa population était de 481 habitants au recensement de 2010.